# Atrichopogon atricollis
Atrichopogon atricollis är en tvåvingeart som först beskrevs av Maurice Emile Marie Goetghebuer 1935.  Atrichopogon atricollis ingår i släktet Atrichopogon och familjen svidknott.
Artens utbredningsområde är Kongo. Inga underarter finns listade i Catalogue of Life.